# Hóquei sobre a grama nos Jogos Olímpicos de Verão de 2012 - Masculino
O torneio masculino de hóquei sobre a grama nos Jogos Olímpicos de Verão de 2012 foi disputado entre os dias 30 de julho e 11 de agosto na Riverbank Arena em Londres.
Na primeira fase, as doze equipes classificadas dividiram-se em dois grupos com seis seleções cada. As duas equipes mais bem colocadas de cada grupo avançaram as semifinais e as vencedoras disputaram a medalha de ouro. Os perdedores das semifinais partiram para a disputa da medalha de bronze. As demais equipes eliminadas na primeira fase disputaram partidas para definir suas colocações finais no torneio olímpico.

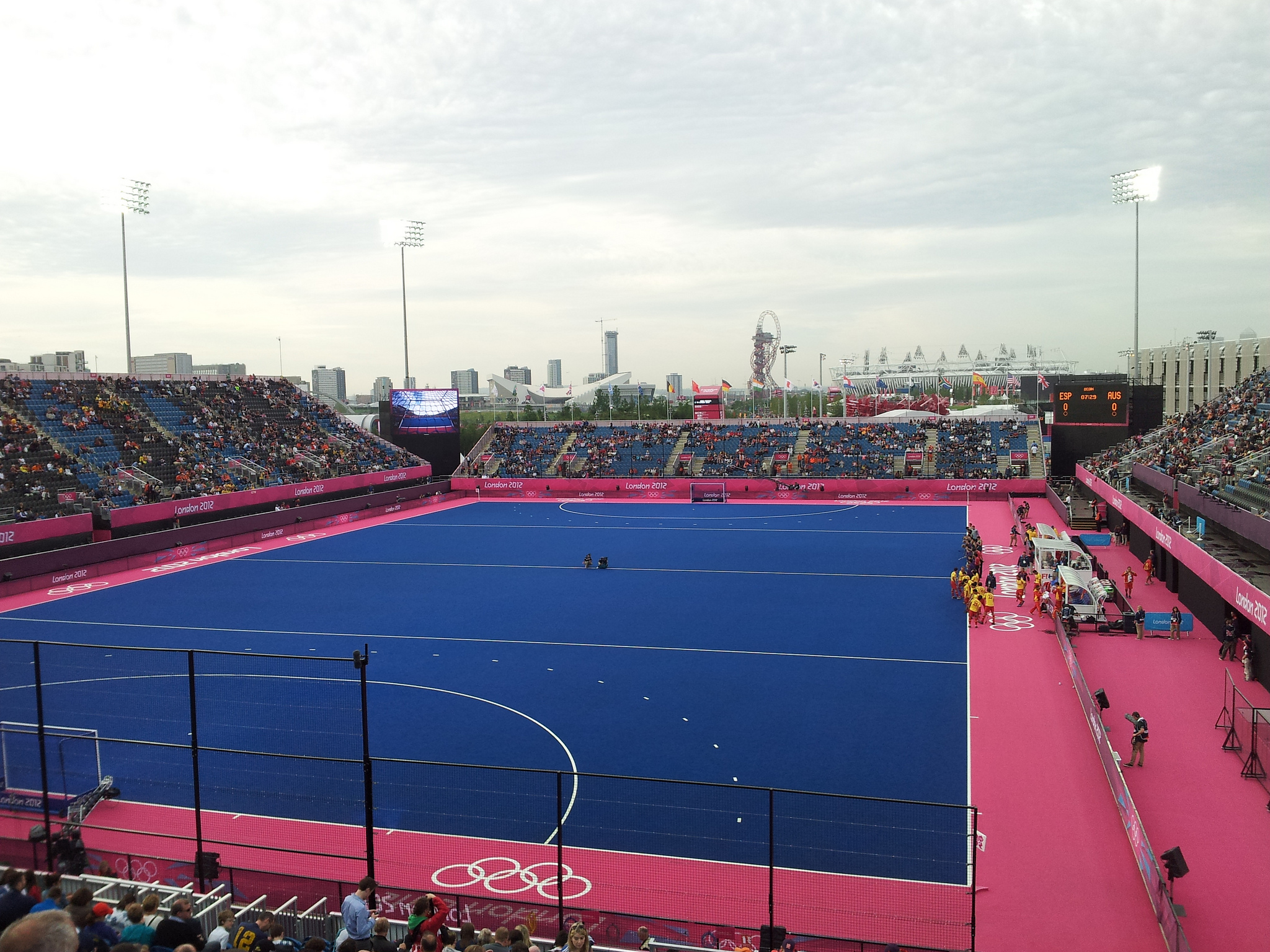
Riverbank Arena durante os Jogos Olímpicos de 2012.

## Medalhistas
|  | GER Alemanha |  | NED Países Baixos |  | AUS Austrália |
|  | Maximilian Müller Martin Häner Oskar Deecke Christopher Wesley Moritz Fürste Tobias Hauke Jan Philipp Rabente Benjamin Weß Timo Weß Oliver Korn Christopher Zeller Max Weinhold Matthias Witthaus Florian Fuchs Philipp Zeller Thilo Stralkowski |  | Jaap Stockmann Tim Jenniskens Klaas Vermeulen Marcel Balkestein Wouter Jolie Roderick Weusthof Robbert Kemperman Teun de Nooijer Sander Baart Floris Evers Bob de Voogd Sander de Wijn Rogier Hofman Robert van der Horst Billy Bakker Valentin Verga Mink van der Weerden |  | Mark Knowles Jamie Dwyer Liam de Young Simon Orchard Glenn Turner Chris Ciriello Matthew Butturini Russell Ford Eddie Ockenden Joel Carroll Matthew Gohdes Tim Deavin Matthew Swann Nathan Burgers Kieran Govers Fergus Kavanagh |

## Qualificação
Doze equipes qualificaram-se para o torneio masculino de hóquei de 2012.
| Torneio                        | Data                          | Sede      | Vagas | Classificados                      |
| ------------------------------ | ----------------------------- | --------- | ----- | ---------------------------------- |
| País-sede                      | –                             | –         | 1     | Grã-Bretanha                       |
| Jogos Asiáticos de 2010        | 15–25 de novembro de 2010     | China     | 1     | Paquistão                          |
| Campeonato Europeu de 2011     | 20–28 de agosto de 2011       | Alemanha  | 3     | Alemanha · Países Baixos · Bélgica |
| Pré-Olímpico Africano          | 2–11 de setembro de 2011      | Zimbabwe  | 1     | —[a]                               |
| Copa da Oceania de 2011        | 6–9 de outubro de 2011        | Austrália | 2     | Austrália · Nova Zelândia          |
| Jogos Pan-Americanos de 2011   | 14–30 de outubro de 2011      | México    | 1     | Argentina                          |
| Torneio Pré-Olímpico Mundial 1 | 18–26 de fevereiro de 2012    | Índia     | 1     | Índia                              |
| Torneio Pré-Olímpico Mundial 2 | 10–18 de março de 2012        | Irlanda   | 1     | Coreia do Sul                      |
| Torneio Pré-Olímpico Mundial 3 | 26 de abril–6 de maio de 2012 | Japão     | 1     | África do Sul                      |
| Convite                        | –                             | –         | 1     | Espanha[a]                         |
| Total                          |                               |           | 12    |                                    |

Nota
- A ^ A África do Sul venceu o torneio de pré-olímpico da África, mas desistiu da vaga automática com a premissa de que deveria jogar um torneio qualificatório de melhor nível que o africano. Eventualmente, ela ganhou o pré-olímpico mundial 3 e a Espanha foi convidada como a melhor equipe não classificada após a conclusão dos torneios continentais.[4]

## Convocações
Cada equipe deveria inscrever uma lista de 16 jogadores. Ainda foi permitido a cada equipe nomear dois jogadores que poderiam substituir qualquer atleta da lista original em caso de lesão.

## Arbitragem
A Federação Internacional de Hóquei anunciou a lista de árbitros em 3 de janeiro de 2012.
- GER Christian Blasch
- GBR Ged Curran
- AUS David Gentles
- POL Marcin Grochal
- IRL Colin Hutchinson
- NZL Nigel Iggo
- GBR Hamish Jamson
- KOR Kim Hong-Lae
- ARG Germán Montes de Oca
- IND Raghu Prasad
- AUS Tim Pullman
- ESP Marcelo Servetto
- RSA Gary Simmonds
- GBR Nathan Stagno
- NZL Simon Taylor
- NED Roel van Eert
- RSA John Wright

## Fase de grupos
Todos as partidas seguem o horário de Londres (UTC+1).

### Grupo A
| Equipe        | P  | J | V | E | D | GP | GC | SG  |
| ------------- | -- | - | - | - | - | -- | -- | --- |
| Austrália     | 11 | 5 | 3 | 2 | 0 | 23 | 5  | +18 |
| Grã-Bretanha  | 9  | 5 | 2 | 3 | 0 | 14 | 8  | +6  |
| Espanha       | 8  | 5 | 2 | 2 | 1 | 8  | 10 | –2  |
| Paquistão     | 7  | 5 | 2 | 1 | 2 | 9  | 16 | –7  |
| Argentina     | 4  | 5 | 1 | 1 | 3 | 10 | 14 | –4  |
| África do Sul | 1  | 5 | 0 | 1 | 4 | 11 | 22 | –11 |

| 30 de julho 10:45                                         |           |               |                                                                         |
| Austrália                                                 | 6 – 0     | África do Sul | Riverbank Arena, Londres Árbitros: NED Roel van Eert POL Marcin Grochal |
| Dywer 16', 48', 58' Butturini 33' Ciriello 46' Turner 62' | Relatório |               | Riverbank Arena, Londres Árbitros: NED Roel van Eert POL Marcin Grochal |

| 30 de julho 13:45 |           |           |                                                                    |
| Espanha           | 1 – 1     | Paquistão | Riverbank Arena, Londres Árbitros: NZL Simon Taylor NZL Nigel Iggo |
| Quemada 47'       | Relatório | Butt 45'  | Riverbank Arena, Londres Árbitros: NZL Simon Taylor NZL Nigel Iggo |

| 30 de julho 19:00                    |           |            |                                                                          |
| Grã-Bretanha                         | 4 – 1     | Argentina  | Riverbank Arena, Londres Árbitros: IND Raghu Prasad GER Christian Blasch |
| Middleton 22', 42' Fox 49' Smith 53' | Relatório | Ibarra 55' | Riverbank Arena, Londres Árbitros: IND Raghu Prasad GER Christian Blasch |

| 1 de agosto 08:30 |           |                                                           |                                                                          |
| Espanha           | 0 – 5     | Austrália                                                 | Riverbank Arena, Londres Árbitros: KOR Kim Hong-Lae GER Christian Blasch |
|                   | Relatório | Ford 9' Butturini 14' Orchard 29' Turner 40' Ockenden 69' | Riverbank Arena, Londres Árbitros: KOR Kim Hong-Lae GER Christian Blasch |

| 1 de agosto 16:00      |           |                 |                                                                    |
| África do Sul          | 2 – 2     | Grã-Bretanha    | Riverbank Arena, Londres Árbitros: NZL Nigel Iggo NED Roelvan Eert |
| Smith 60' Robinson 64' | Relatório | Jackson 14' 68' | Riverbank Arena, Londres Árbitros: NZL Nigel Iggo NED Roelvan Eert |

| 1 de agosto 16:00   |           |           |                                                                     |
| Paquistão           | 2 – 0     | Argentina | Riverbank Arena, Londres Árbitros: RSA John Wright POL Roelvan Eert |
| Imran 30' Abbas 44' | Relatório |           | Riverbank Arena, Londres Árbitros: RSA John Wright POL Roelvan Eert |

| 3 de agosto 08:30       |           |                         |                                                                     |
| Austrália               | 2 – 2     | Argentina               | Riverbank Arena, Londres Árbitros: IND Raghu Prasad RSA John Wright |
| Butturini 11' Dwyer 35' | Relatório | M. Vila 37' Peillat 68' | Riverbank Arena, Londres Árbitros: IND Raghu Prasad RSA John Wright |

| 3 de agosto 16:00                      |           |           |                                                                          |
| Grã-Bretanha                           | 4 – 1     | Paquistão | Riverbank Arena, Londres Árbitros: NZL Simon Taylor ESP Marcelo Servetto |
| Tindall 4' Clarke 26' Jackson 50', 67' | Relatório | Abbas 70' | Riverbank Arena, Londres Árbitros: NZL Simon Taylor ESP Marcelo Servetto |

| 3 de agosto 19:00              |           |                                  |                                                                             |
| África do Sul                  | 2 – 3     | Espanha                          | Riverbank Arena, Londres Árbitros: ARG Germán Montes de Oca AUS Tim Pullman |
| Reid-Ross 26' Norris-Jones 63' | Relatório | Salles 30' Quemada 42' Delas 55' | Riverbank Arena, Londres Árbitros: ARG Germán Montes de Oca AUS Tim Pullman |

| 5 de agosto 10:45                            |           |                                        |                                                                              |
| Paquistão                                    | 5 – 4     | África do Sul                          | Riverbank Arena, Londres Árbitros: ESP Marcelo Servetto IRL Colin Hutchinson |
| Khan 20', 25' Rasool 23' Abbas 64' Ahmad 67' | Relatório | McDade 2' Reid-Ross 22', 35' Paton 38' | Riverbank Arena, Londres Árbitros: ESP Marcelo Servetto IRL Colin Hutchinson |

| 5 de agosto 19:00                    |           |                          |                                                                         |
| Grã-Bretanha                         | 3 – 3     | Austrália                | Riverbank Arena, Londres Árbitros: GER Christian Blasch RSA John Wright |
| Clarke 47' Middleton 54' Tindall 66' | Relatório | Ford 7', 11' Knowles 41' | Riverbank Arena, Londres Árbitros: GER Christian Blasch RSA John Wright |

| 5 de agosto 21:15 |           |                                 |                                                                      |
| Argentina         | 1 – 3     | Espanha                         | Riverbank Arena, Londres Árbitros: GBR Hamish Jamson AUS Tim Pullman |
| L. Vila 55'       | Relatório | Quemada 66' Delas 67' Tubau 70' | Riverbank Arena, Londres Árbitros: GBR Hamish Jamson AUS Tim Pullman |

| 7 de agosto 10:45                                                      |           |           |                                                                           |
| Austrália                                                              | 7 – 0     | Paquistão | Riverbank Arena, Londres Árbitros: RSA Gary Simmonds GER Christian Blasch |
| de Young 5' Knowles 6' Ciriello 29', 34' Ford 42' Dwyer 48' Turner 70' | Relatório |           | Riverbank Arena, Londres Árbitros: RSA Gary Simmonds GER Christian Blasch |

| 7 de agosto 13:45                                 |           |                                           |                                                                       |
| Argentina                                         | 6 – 3     | África do Sul                             | Riverbank Arena, Londres Árbitros: IND Raghu Prasad GBR Nathan Stagno |
| Peillat 25', 39', 65' Rossi 33' Callioni 45', 50' | Relatório | Reid-Ross 7' Norris-Jones 8' Robinson 64' | Riverbank Arena, Londres Árbitros: IND Raghu Prasad GBR Nathan Stagno |

| 7 de agosto 19:00 |           |              |                                                                     |
| Espanha           | 1 – 1     | Grã-Bretanha | Riverbank Arena, Londres Árbitros: NZL Simon Taylor RSA John Wright |
| Quemada 55'       | Relatório | Jackson 32'  | Riverbank Arena, Londres Árbitros: NZL Simon Taylor RSA John Wright |

### Grupo B
| Equipe        | P  | J | V | E | D | GP | GC | SG  |
| ------------- | -- | - | - | - | - | -- | -- | --- |
| Países Baixos | 15 | 5 | 5 | 0 | 0 | 18 | 7  | +11 |
| Alemanha      | 10 | 5 | 3 | 1 | 1 | 14 | 11 | +3  |
| Bélgica       | 7  | 5 | 2 | 1 | 2 | 8  | 7  | +1  |
| Coreia do Sul | 6  | 5 | 2 | 0 | 3 | 9  | 8  | +1  |
| Nova Zelândia | 5  | 5 | 1 | 2 | 2 | 10 | 14 | –4  |
| Índia         | 0  | 5 | 0 | 0 | 5 | 6  | 18 | –12 |

| 30 de julho 08:30    |           |               |                                                                               |
| Coreia do Sul        | 2 – 0     | Nova Zelândia | Riverbank Arena, Londres Árbitros: GBR Hamish Jamson ARG Germán Montes de Oca |
| You Hyo-Sik 20', 34' | Relatório |               | Riverbank Arena, Londres Árbitros: GBR Hamish Jamson ARG Germán Montes de Oca |

| 30 de julho 16:00                                  |           |                            |                                                                      |
| Países Baixos                                      | 3 – 2     | Índia                      | Riverbank Arena, Londres Árbitros: AUS Tim Pullman GBR Nathan Stagno |
| van der Horst 20' Weusthof 29' van der Weerden 51' | Relatório | D. Singh 45' Sh. Singh 48' | Riverbank Arena, Londres Árbitros: AUS Tim Pullman GBR Nathan Stagno |

| 30 de julho 21:15    |           |             |                                                                              |
| Alemanha             | 2 – 1     | Bélgica     | Riverbank Arena, Londres Árbitros: IRL Colin Hutchinson ESP Marcelo Servetto |
| Fuchs 13' Zeller 45' | Relatório | Dekeyser 4' | Riverbank Arena, Londres Árbitros: IRL Colin Hutchinson ESP Marcelo Servetto |

| 1 de agosto 10:45 |           |                                       |                                                                        |
| Bélgica           | 1 – 3     | Países Baixos                         | Riverbank Arena, Londres Árbitros: NZL Hamish Jamson RSA Gary Simmonds |
| Dekeyser 58'      | Relatório | van der Weerden 43', 62' de Voogd 70' | Riverbank Arena, Londres Árbitros: NZL Hamish Jamson RSA Gary Simmonds |

| 1 de agosto 13:45                  |           |               |                                                                        |
| Nova Zelândia                      | 3 – 1     | Índia         | Riverbank Arena, Londres Árbitros: GBR Ged Curran IRL Colin Hutchinson |
| Hayward 13' Burrows 24' Wilson 29' | Relatório | San. Dingh 2' | Riverbank Arena, Londres Árbitros: GBR Ged Curran IRL Colin Hutchinson |

| 1 de agosto 21:15 |           |            |                                                                        |
| Coreia do Sul     | 0 – 1     | Alemanha   | Riverbank Arena, Londres Árbitros: AUS David Gentles GBR Nathan Stagno |
|                   | Relatório | Zeller 33' | Riverbank Arena, Londres Árbitros: AUS David Gentles GBR Nathan Stagno |

| 3 de agosto 10:45                                              |           |               |                                                                     |
| Países Baixos                                                  | 5 – 1     | Nova Zelândia | Riverbank Arena, Londres Árbitros: GBR Ged Curran GBR Nathan Stagno |
| Weusthof 16' van der Weerden 27' Bakker 29', 56' Kemperman 67' | Relatório | Child 5'      | Riverbank Arena, Londres Árbitros: GBR Ged Curran GBR Nathan Stagno |

| 3 de agosto 13:45                      |           |                            |                                                                       |
| Alemanha                               | 5 – 2     | Índia                      | Riverbank Arena, Londres Árbitros: KOR Kim Hong-Lae RSA Gary Simmonds |
| Fuchs 7', 16', 36' Korn 24' Wesley 34' | Relatório | Raghunath 13' Khandker 62' | Riverbank Arena, Londres Árbitros: KOR Kim Hong-Lae RSA Gary Simmonds |

| 3 de agosto 21:15     |           |                  |                                                                     |
| Bélgica               | 2 – 1     | Coreia do Sul    | Riverbank Arena, Londres Árbitros: AUS David Gentles NZL Nigel Iggo |
| Boon 37' Charlier 62' | Relatório | Nam Hyun-Woo 46' | Riverbank Arena, Londres Árbitros: AUS David Gentles NZL Nigel Iggo |

| 5 de agosto 08:30 |           |          |                                                                               |
| Nova Zelândia     | 1 – 1     | Bélgica  | Riverbank Arena, Londres Árbitros: NED Roel van Eert ARG Germán Montes de Oca |
| Wilson 54'        | Relatório | Boon 48' | Riverbank Arena, Londres Árbitros: NED Roel van Eert ARG Germán Montes de Oca |

| 5 de agosto 13:45 |           |                                                         |                                                                       |
| Índia             | 1 – 4     | Coreia do Sul                                           | Riverbank Arena, Londres Árbitros: NZL Simon Taylor RSA Gary Simmonds |
| Chandi 10'        | Relatório | Jang Jong-Hyun 6' Nam Hyun-Woo 59', 70' Seo Jong-Ho 68' | Riverbank Arena, Londres Árbitros: NZL Simon Taylor RSA Gary Simmonds |

| 5 de agosto 16:00                               |           |           |                                                                     |
| Países Baixos                                   | 3 – 1     | Alemanha  | Riverbank Arena, Londres Árbitros: AUS David Gentles GBR Ged Curran |
| de Voogd 14' de Nooijer 36' van der Weerden 41' | Relatório | Zeller 3' | Riverbank Arena, Londres Árbitros: AUS David Gentles GBR Ged Curran |

| 7 de agosto 08:30                 |           |                                                       |                                                                      |
| Coreia do Sul                     | 2 – 4     | Países Baixos                                         | Riverbank Arena, Londres Árbitros: POL Marcin Grochal GBR Ged Curran |
| Nam Hyun-Woo 53' Lee Nam-Yong 62' | Relatório | van der Weerden 17' Verga 21' Weusthof 47' Bakker 64' | Riverbank Arena, Londres Árbitros: POL Marcin Grochal GBR Ged Curran |

| 7 de agosto 16:00 |           |                                   |                                                                    |
| Índia             | 0 – 3     | Bélgica                           | Riverbank Arena, Londres Árbitros: KOR Kim Hong-Lae NZL Nigel Iggo |
|                   | Relatório | Dekeyser 15' Boccard 47' Boon 67' | Riverbank Arena, Londres Árbitros: KOR Kim Hong-Lae NZL Nigel Iggo |

| 7 de agosto 21:15                                    |           |                                                   |                                                                        |
| Alemanha                                             | 5 – 5     | Nova Zelândia                                     | Riverbank Arena, Londres Árbitros: AUS David Gentles GBR Hamish Jamson |
| Deecke 10' Fuchs 27' Stralkowski 47' Zeller 51', 69' | Relatório | Wilson 4' Petherick 6' Jenness 21' Child 30', 36' | Riverbank Arena, Londres Árbitros: AUS David Gentles GBR Hamish Jamson |

## Classificação 5º–10º lugares

### Decisão pelo 11º lugar
| 11 de agosto 08:30                      |           |                             |                                                                              |
| África do Sul                           | 3 – 2     | Índia                       | Riverbank Arena, Londres Árbitros: KOR Kim Hong-Lae ARG Germán Montes de Oca |
| Cronje 8' Drummond 34' Norris-Jones 65' | Relatório | San. Singh 14' D. Singh 67' | Riverbank Arena, Londres Árbitros: KOR Kim Hong-Lae ARG Germán Montes de Oca |

### Decisão pelo 9º lugar
| 9 de agosto 08:30 |           |                                     |                                                                       |
| Argentina         | 1 – 3     | Nova Zelândia                       | Riverbank Arena, Londres Árbitros: POL Marcin Grochal AUS Tim Pullman |
| Ibarra 59'        | Relatório | Jenness 4' Petherick 21' Wilson 29' | Riverbank Arena, Londres Árbitros: POL Marcin Grochal AUS Tim Pullman |

### Decisão pelo 7º lugar
| 9 de agosto 11:30            |           |                        |                                                                          |
| Paquistão                    | 3 – 2     | Coreia do Sul          | Riverbank Arena, Londres Árbitros: ESP Marcelo Servetto NZL Simon Taylor |
| Waqas 31' Khan 44' Imran 61' | Relatório | Hyun Hye-Sung 30', 33' | Riverbank Arena, Londres Árbitros: ESP Marcelo Servetto NZL Simon Taylor |

### Decisão pelo 5º lugar
| 11 de agosto 11:30   |           |                                                    |                                                                           |
| Espanha              | 2 – 5     | Bélgica                                            | Riverbank Arena, Londres Árbitros: NED Roel van Eert IRL Colin Hutchinson |
| Alegre 19' Tubau 61' | Relatório | Dekeyser 3' Boon 21', 32' van Aubel 24' Briels 52' | Riverbank Arena, Londres Árbitros: NED Roel van Eert IRL Colin Hutchinson |

## Fase final
|  | Semifinais        | Semifinais        |   |               | Final               | Final |  |
|  |                   |                   |   |               |                     |       |  |
|  | 9 de agosto       |                   |   |               |                     |       |  |
|  | AUS Austrália     | 2                 |   |               |                     |       |  |
|  | GER Alemanha      | 4                 |   |               |                     |       |  |
|  |                   |                   |   |               |                     |       |  |
|  |                   |                   |   |               | 11 de agosto        |       |  |
|  |                   |                   |   |               | GER Alemanha        | 2     |  |
|  |                   | NED Países Baixos | 1 |               |                     |       |  |
|  |                   |                   |   |               |                     |       |  |
|  |                   |                   |   |               |                     |       |  |
|  |                   |                   |   |               | Disputa pelo bronze |       |  |
|  | 9 de agosto       | 9 de agosto       |   | 11 de agosto  | 11 de agosto        |       |  |
|  | NED Países Baixos | 9                 |   | AUS Austrália | 3                   |       |  |
|  | GBR Grã-Bretanha  | 2                 |   |               | GBR Grã-Bretanha    | 1     |  |

### Semifinal
| 9 de agosto 15:30     |           |                                              |                                                                        |
| Austrália             | 2 – 4     | Alemanha                                     | Riverbank Arena, Londres Árbitros: RSA Gary Simmonds GBR Hamish Jamson |
| Govers 22' Turner 42' | Relatório | Fürste 27' Witthaus 54' T. Weß 59' Fuchs 63' | Riverbank Arena, Londres Árbitros: RSA Gary Simmonds GBR Hamish Jamson |

| 9 de agosto 20:00                                                                       |           |                       |                                                                           |
| Países Baixos                                                                           | 9 – 2     | Grã-Bretanha          | Riverbank Arena, Londres Árbitros: GER Christian Blasch AUS David Gentles |
| Weusthof 9', 15', 60' van der Weerden 22' Bakker 33', 44', 51' de Nooijer 47' Evers 48' | Relatório | Jackson 18' Moore 65' | Riverbank Arena, Londres Árbitros: GER Christian Blasch AUS David Gentles |

### Disputa pelo bronze
| 11 de agosto 15:30               |           |              |                                                                           |
| Austrália                        | 3 – 1     | Grã-Bretanha | Riverbank Arena, Londres Árbitros: GER Christian Blasch RSA Gary Simmonds |
| Orchard 17' Dwyer 48' Govers 57' | Relatório | Lewers 29'   | Riverbank Arena, Londres Árbitros: GER Christian Blasch RSA Gary Simmonds |

### Final
| 11 de agosto 20:00 |           |                     |                                                                     |
| Alemanha           | 2 – 1     | Países Baixos       | Riverbank Arena, Londres Árbitros: AUS David Gentles GBR Ged Curran |
| Rabente 33', 66'   | Relatório | van der Weerden 54' | Riverbank Arena, Londres Árbitros: AUS David Gentles GBR Ged Curran |

## Classificação final

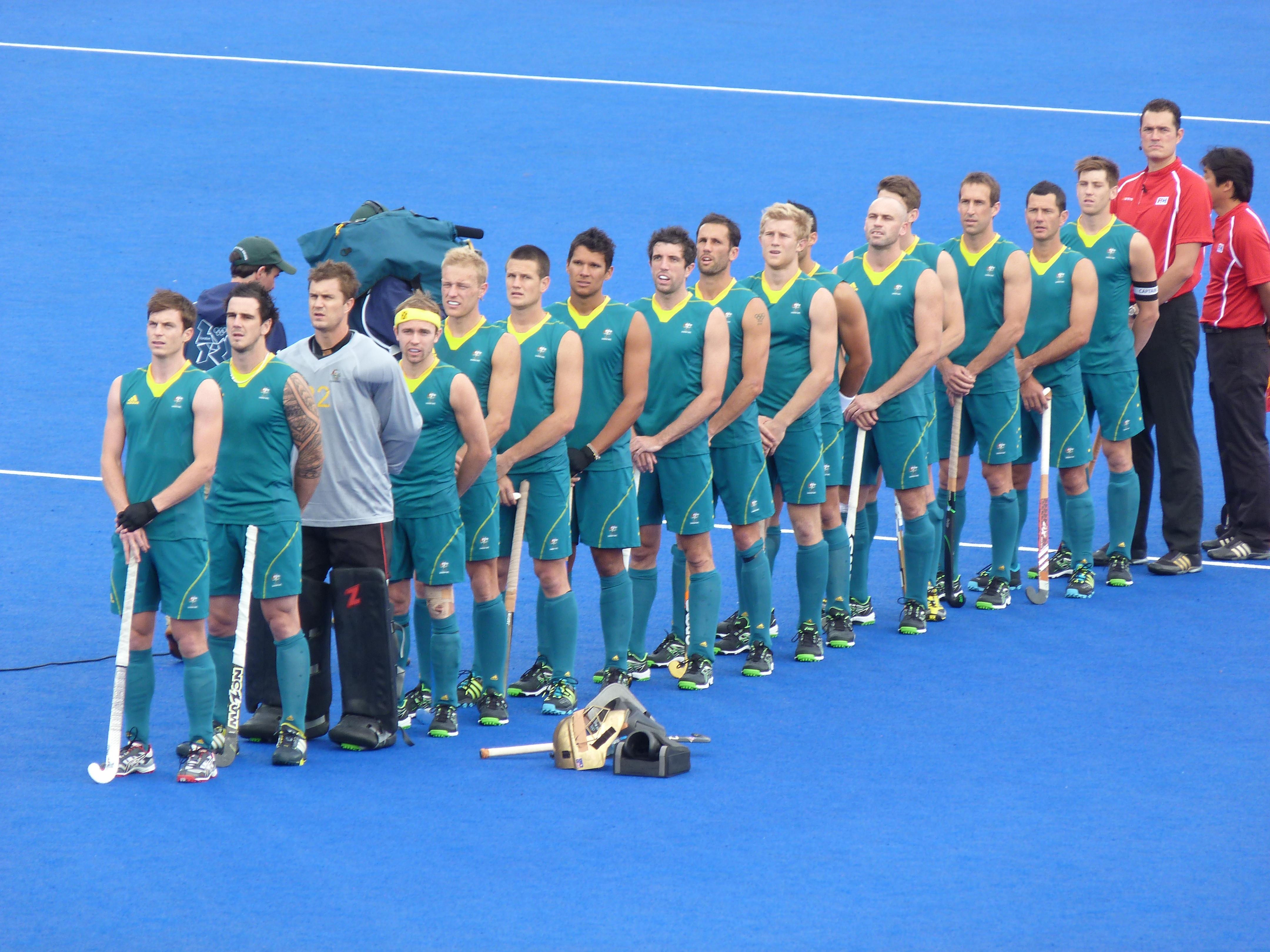
Equipe australiana obteve a medalha de bronze.

| Pos.              | Equipe            | Campanha (V–E–D) |
| ----------------- | ----------------- | ---------------- |
| Medalha de ouro   | GER Alemanha      | 5–1–1            |
| Medalha de prata  | NED Países Baixos | 6–0–1            |
| Medalha de bronze | AUS Austrália     | 4–2–1            |
| 4                 | GBR Grã-Bretanha  | 2–3–2            |
| 5                 | BEL Bélgica       | 3–1–2            |
| 6                 | ESP Espanha       | 2–2–2            |
| 7                 | PAK Paquistão     | 3–1–2            |
| 8                 | KOR Coreia do Sul | 2–0–4            |
| 9                 | NZL Nova Zelândia | 2–2–2            |
| 10                | ARG Argentina     | 1–1–4            |
| 11                | RSA África do Sul | 1–1–4            |
| 12                | IND Índia         | 0–0–6            |